# Falsamblesthis gracilis
Falsamblesthis gracilis là một loài bọ cánh cứng trong họ Cerambycidae.